# Plato Palace
Plato Palace (tiếng Trung: 聯聚瑞和大廈; bính âm: Lián jù ruè hé dàshà) là khu dân cư cao chọc trời nằm tại Khu tái phát triển số 7 Đài Trung, Tây Đồn, Đài Trung, Đài Loan. Công trình tòa nhà bắt đầu xây dựng vào năm 2017 và cất nóc vào năm 2020. Tòa nhà cao 172 m (564 ft) với diện tích sàn là 46,585 m2 (501,44 foot vuông) bao gồm 43 tầng, cũng như 6 hầm. Tính đến tháng 1 năm 2021, nó là tòa nhà dân cư cao thứ 4 tại Đài Trung và cao thứ 20 tại Đài Loan. Tòa nhà được xây dựng theo yêu cầu nghiêm ngặt có thể chống động đất và bão thông thường ở Đài Loan.